# Takashi Tanihata

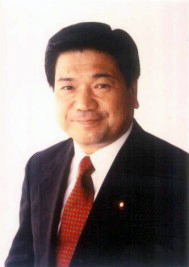
Takashi Tanahita (2003)

Takashi Tanihata (jap. 谷畑 孝, Tanihata Takashi; * 10. Januar 1947 in der Stadt Ikeda, Präfektur Osaka) ist ein ehemaliger japanischer Politiker (SPJ (Sozialistische Partei Japans)→LDP (Liberaldemokratische Partei)→ Ishin (Nippon Ishin no Kai→Ishin no Tō→Ōsaka Ishin no Kai→Nippon Ishin no Kai)) und war von 1996 bis 2020 Mitglied des Abgeordnetenhauses für den Verhältniswahlwahlkreis Kinki.

## Leben
Tanihata wurde nach seinem Studium an der rechtswissenschaftlichen Fakultät der Kansai-Universität Mitarbeiter der Verwaltung der Stadt Ikeda. Später war er Sekretär für Takumi Ueda, sozialistischer Abgeordneter für den damaligen Mehrmandatswahlkreis Ōsaka 4 und ehemaliger Kommunist. Bei der Rätehauswahl 1989 kandidierte Tanihata für die SPJ in Osaka (damals drei Mandate pro Teilwahl) und erhielt mit 23,3 % den höchsten Stimmenanteil. Während der großen Koalition (Kabinett Murayama) war er von 1994 bis 1995 parlamentarischer Staatssekretär (seimu jikan) im MITI. Bei der Rätehauswahl 1995 kandidierte er nicht für eine Wiederwahl und verließ danach die SPJ.
Ins Abgeordnetenhaus wechselte Tanihata bei der Wahl 1996, der ersten nach der Einführung der Einmandatswahlkreise und der neuen, parallel durchgeführten Verhältniswahl. Er kandidierte für die LDP im neuen Einmandatswahlkreis Ōsaka 14 und unterlag zwar Eiichi Nakamura (NFP), gewann aber einen LDP-Sitz bei der Verhältniswahl im Block Kinki. Seit 2000 gewann er den Wahlkreis bis 2017 bei jeder Wahl mit Ausnahme der LDP-Erdrutschniederlage 2009, als er dem Demokraten Takashi Nagao unterlag und eigentlich auch einen Verhältniswahlsitz verpasste; da die Demokratische Partei aber zu wenige Kandidaten bei der Verhältniswahl in Kinki nominiert hatte, gingen zwei Sitze mehr an die LDP, als ihr nach dem Verhältniswahlstimmenanteil in Kinki zugestanden hätten, und Tanihata blieb auch 2009 Abgeordneter. 2002 saß er dem Abgeordnetenhausausschuss für Wirtschaft und Industrie vor, von 2003 bis 2004 (Kabinett Koizumi I und II) war er Staatssekretär (fuku-daijin) im MHLW.
Im Herbst 2012 verließ Tanihata die LDP, schloss sich für die bevorstehende Abgeordnetenhauswahl der Ishin no Kai von Osakas ehemaligem Gouverneur Tōru Hashimoto an und gewann seinen Wahlkreissitz von Takashi Nagao (nun LDP) zurück. Im Abgeordnetenhaus war er von 2012 bis 2013 Vorsitzender des Ausschusses für Rechnungs- und Verwaltungsaufsicht (kessan gyōsei kanshi iinkai), von 2013 bis zur Abschaffung 2014 Vorsitzender des Piraterie- und Antiterrorsonderausschusses. In den Parteiumbildungen 2014 ff. folgte er Hashimoto jeweils in dessen Parteien, in der Ishin no Tō war Tanihata von 2014 bis 2015 einer der beiden Vizeparteivorsitzenden (fuku-daihyō). Bei der Wahl 2017 verlor Tanihata Osaka 14 knapp an Nagao, blieb aber über die Verhältniswahl Abgeordneter. Am 2. April 2020 legte er sein Abgeordnetenmandat aus gesundheitlichen Gründen nieder.